# Stéphane Proulx
Stéphane Proulx (* 12. Dezember 1965 in Saint-Adèle, Kanada; † 21. November 1993 ebenda) war ein kanadischer Automobilrennfahrer.

## Leben
Stéphane Proulx wurde in der kanadischen Provinz Québec geboren. Seine Mutter Monique Proulx (1947–2012) war Model, Schauspielerin und Rennfahrerin. Sie bestritt bis in die frühen 1980er-Jahre Meisterschaftsläufe in der Formel Atlantic und nahm an zahlreichen Stock-Car-Rennen in Kanada und in den Vereinigten Staaten von Amerika teil. Sie war alleinerziehend. 1983 beendete sie ihre eigene Berufstätigkeit und konzentrierte sich darauf, die Rennsportkarriere ihres Sohnes zu fördern.
1983 zog Stéphane Proulx zusammen mit seiner Mutter nach Kalifornien. Hier absolvierte er in Riverside eine Ausbildung in der Spenard-David-Racing School. Im Anschluss daran ergab sich zunächst keine Möglichkeit, Rennen zu fahren; Proulx verdiente seinen Lebensunterhalt in dieser Zeit unter anderem als Staubsaugervertreter. 1987 erhielt er, vermittelt durch die Rennfahrerschule, einen Sponsorvertrag mit dem Tabakkonzern Imperial Tobacco, der ihm den Einstieg in die Formel Ford ermöglichte. Die Unterstützung von Imperial-Tobacco-Marke „Player’s“ dauerte in den folgenden Jahren an; Fernziel war es, Proulx als ersten Kanadier nach Gilles Villeneuve in der Formel 1 zu etablieren.
Stéfane Proulx galt als widersprüchlicher, undurchsichtiger Mensch. Einerseits war er eine schillernde Person, deren Verhalten von Teamkollegen und Mechanikern mitunter als verletzend wahrgenommen wurde. Zu anderen Zeiten war er verschlossen und zurückgezogen.

## Motorsportkarriere

### Die Anfänge: Formel Ford
In seinem ersten Jahr als Profirennfahrer wurde Proulx amerikanischer Formel-Ford-2000-Meister. Er gewann sechs von neun Rennen und beendete jeden Meisterschaftslauf auf dem Podium.

### Europa: Formel 3000
1989 wechselte Proulx nach Europa und nahm an der Internationalen Formel-3000-Meisterschaft teil. Er fuhr für das britische Team GA Motorsport, das den von Proulx vermittelten Sponsor Player’s in diesem Jahr in die Meldebezeichnung aufnahm. Proulx war der zahlungskräftigste Fahrer des Teams. Er hatte vorrangigen Zugriff auf das Ersatzauto und verfügte über ein eigenes Motorhome. Proulx bestritt jedes Rennen der Meisterschaft. Vier von zehn Rennen beendete er, einmal kam er in die Punkte: Beim Rennen auf dem französischen Circuit de la Sarthe wurde er Fünfter. Proulx beendete die Meisterschaft mit zwei Punkten auf Rang 17.
Für die Formel-3000-Saison 1990 wechselte Proulx zu Pacific Racing, wo er neben Marco Greco und seinem Landsmann Claude Bourbonnais fuhr. Die von Proulx vermittelte Unterstützung durch Imperial Tobacco ermöglichten dem Pacific-Team, das zuvor seinen Sponsorvertrag mit Philip Morris an den Konkurrenten DAMS verloren hatte, die Fortsetzung des Rennbetriebs. Proulx kam nur bei drei von elf Rennen ins Ziel; sieben Ausfälle waren auf Fahrfehler und dadurch ausgelöste Unfälle zurückzuführen. Proulx' bestes Ergebnis in diesem Jahr war Platz sieben beim letzten Saisonrennen in Nogaro. Proulx war mit seiner Behandlung durch das Team unzufrieden. Er war der Ansicht, dass Pacific häufig gebrauchte Teile in sein Auto eingebaut habe; dies sei der Grund für seine wiederholten Unfälle gewesen.
Nach dem erfolglosen zweiten Jahr in der Formel 3000 beendete Imperial Tobacco seine Unterstützung.

### Formel Atlantik
Proulx kehrte daraufhin nach Kanada zurück. Er bestritt hier zwei Saisons in der Formel Atlantik. 1991 wurde er kanadischer Formel-Atlantik-Meister. Nachdem er 1992 an der französischen Formel-3-Meisterschaft teilgenommen hatte, setzte er 1993 sein Engagement in der Formel Atlantik fort. Bei einem Rennen auf dem Phoenix International Raceway im April 1993 erlitt er einen schweren Unfall: Er wurde am Kopf von einem Rad getroffen, das zuvor vom Wagen eines Konkurrenten abgesprungen war. Proulx erlitt schwere Kopfverletzungen, von denen er sich nicht mehr vollständig erholte. Er fuhr danach keine Autorennen mehr.

## Tod
Stéphane Proulx war homosexuell. Spätestens seit 1990 war er HIV-infiziert; seit Ende 1992 machten sich HIV-bedingte Erkrankungen bemerkbar. Im Laufe des Sommers 1993 verschlechterte sich sein Zustand. Proulx verbrachte mehrere Monate in einem Krankenhaus in seiner Heimatstadt Sainte-Adèle, wo er im November 1993 an den Folgen der HIV-Infektion starb.